# Soldadura aluminotérmica

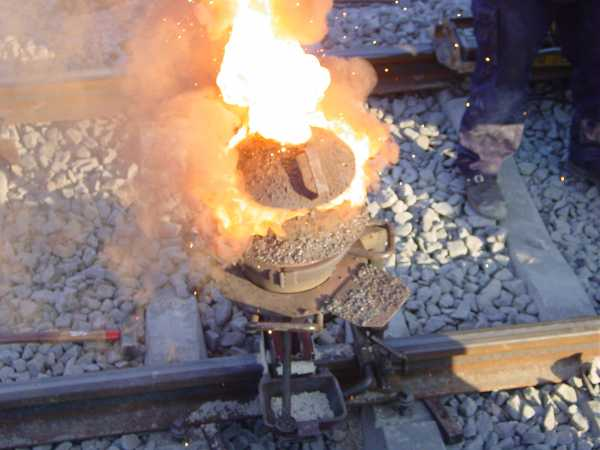
Reacción en proceso, momentos antes de que el metal fundido fluya hacia el hueco entre los extremos de los carriles.

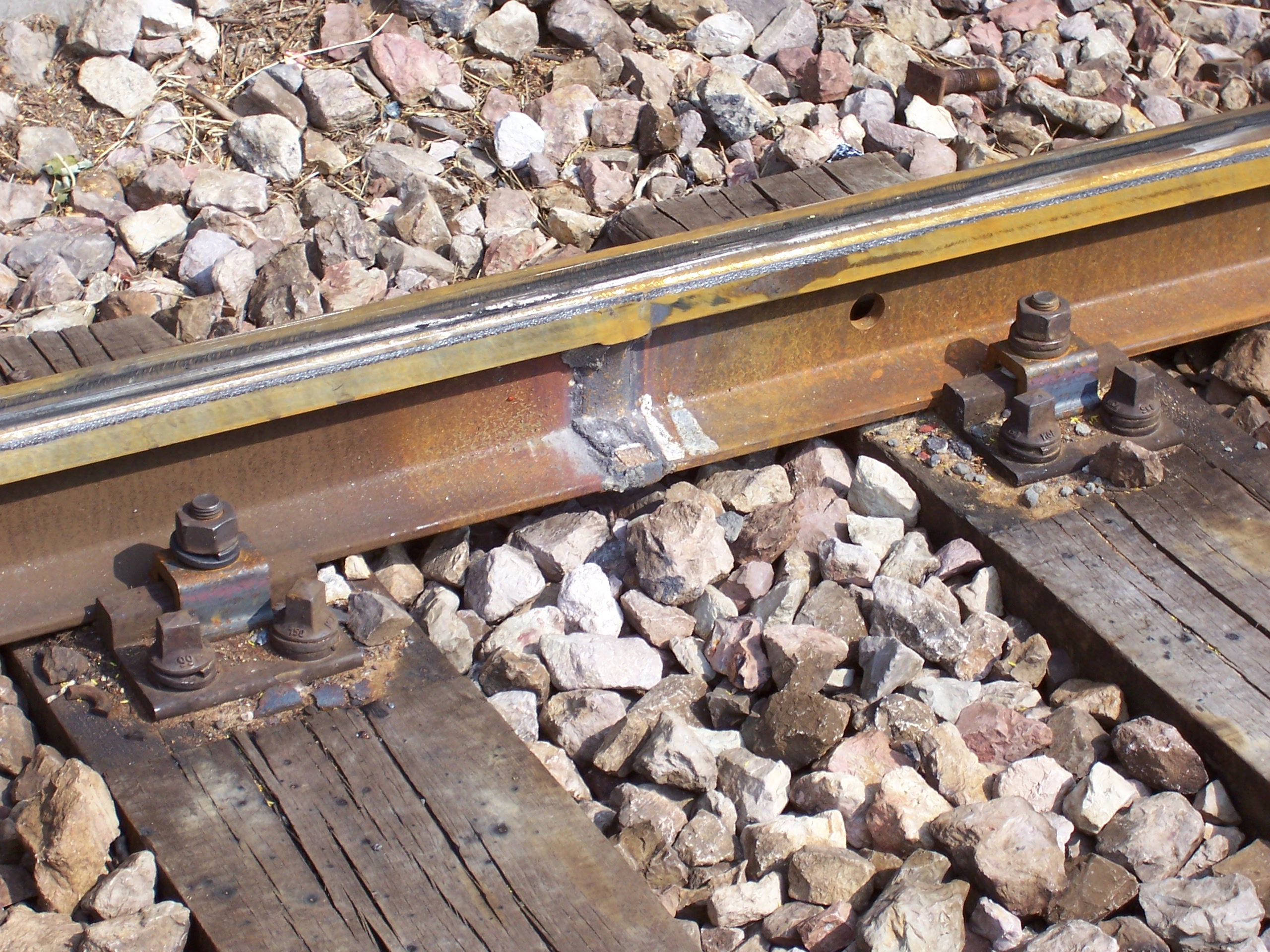
Soldadura aluminotérmica terminada.

La soldadura aluminotérmica es uno de los procedimientos de soldadura utilizado en carriles de vías férreas. Se basa en el proceso fuertemente exotérmico de termita, en el que la reducción del óxido de hierro deja como residuo al aluminio, según la siguiente reacción:
Fe2O3 + 2Al → Al2O3 + 2Fe + calor
Desarrollada en 1902, esta soldadura se realiza mediante un molde refractario colocado en los extremos de los carriles a unir, dentro del cual se vierte el hierro fundido producto de la reacción, la cual inicia la reacción.
El óxido de hierro y el aluminio, finamente molidos, provienen de la porción de soldadura, la cual se dispone dentro de un crisol situado encima de los carriles a soldar. Una vez alcanzada la temperatura adecuada, del orden de los 2000 °C, se produce el destape del crisol mediante un fusible situado en la base, y el colado del metal fundido, que llena el molde.
Una vez iniciada la reacción, el proceso es muy rápido y el material fundido fluye dentro del molde de manera estudiada, quedando el acero entre los extremos a soldar y vertiendo la escoria de corindón en una cubeta.
Existen diversos tipos de soldadura, atendiendo a la composición del acero de los carriles y a la geometría de estos, aunque generalmente se utilizan soldaduras que requieren del calentamiento previo de los extremos a soldar y del molde donde se verterá el metal fundido. El calentamiento se realiza mediante mezcla de oxígeno y propano, o mezcla de oxígeno y gasolina. Es frecuente el uso de un soplete para calentar los extremos de los carriles (rieles).
Luego del vertido se espera un lapso especificado por el fabricante de la porción de soldadura y se procede a romper el molde y cortar las rebabas, mediante trancha o cor
azarota, para luego realizar el pulido de la superficie de rodadura del carril con piedra de amolar o esmeril angular.
Cuando se sitúan los moldes para la soldadura los huecos se rellenan con una pasta selladora, diseñada especialmente para soportar la temperatura, y así evitar fugas.
```
Las nuevas metodologías y tipos de moldes de soldadura aluminotérmicas permite uniones entre si en diferentes tipos de materiales tales como cobre, aluminio, hierro siendo este un método ideal para crear conexiones duraderas seguras, ampliando su uso mas allá de las soldaduras ferroviarias hacia las conexiones de puesta a tierra.
```

## Especificaciones de soldadura
- American Welding Society (AWS) D15.2:2003. Recommended practices for the welding of rails and related rail components for use by rail vehicles - Recommended practices for joining of rails by thermite welding (TW)
- Asociación Latinoamericana de Ferrocarriles (ALAF), Comisión de normalización 5-032, Grupo B - SOLDADURA ALUMINOTERMICA

- Datos: Q910714
- Multimedia: Thermite welding / Q910714